# 고영순
고영순(高永珣)은 구한말 일본 오사카 제국대학에서 국비 유학을 한 의사이다.
1919년 3월 고종의 인산 당일에 대판부 서성군 신진촌에 거주하는 대판의과대학생 정구충의 방에서 이경근, 백봉제, 권태형, 김시찬, 김형식과 함께 요배식을 거행하였다.
조선총독부 의원부속 의학강습소가 경성제국대학 의학전문학교로 바꾸어 진후, 의학부 조교수진으로서 1928년 12월 24일에 임명되었으나, 1928년 12월 26일에 사표를 내었다. 이후 서울 정동에서 내과의원을 개업하였다.
임명재, 심호섭과 함께 당대 3대 내과 의사로 손꼽혔으며, 해방 후 윤일선과 함께 '건국의사회'에 참여하였다. 1947년 대한내과학회의 지방부장으로 참여하였다. 호는 혜연이다.